# Улица Мира (Казань)
Улица Мира (тат. Тынычлык урамы, Tınıçlıq uramı) — улица в Казани, крупнейшая улица микрорайона Дербышки. Начинается с улицы Азина посёлка Киндери, кончается на улице Сибирский тракт. Длина 3003 метров.

## История
Улица начала застраиваться многоквартирными домами с начала 1950-х годов; в тот же период улице было присвоено её нынешнее имя.

## Автобусные остановки
На улице Мира находятся остановки «Берёзовая роща», «Строительное училище № 33» и «Магазин Комсомольский».

## Интересные объекты
Между улицей Мира, Парковой и Главной находится площадь Мира, в 2011 году в этом периметре за счёт фонда Обнажённые сердца была построена большая детская площадка, также рядом стоял самолёт Ту-124, но в 80-е годы он был сожжён вандалами, позже на этом месте был построен Макдоналдс, а в 2022 году открыта Вкусно — и точка. Улица проходит через Солдатский лес. Также на ней находится несколько магазинов, например таких как «Магнит», «Пятёрочка» и «Верный».

### Прочие
- №№ 1, 3, 5, 6, 7, 7а, 8, 9, 9а, 10, 11, 12, 12а, 13, 13а, 14, 15, 15а, 16, 16а, 17/2, 18/2, 19, 20/7, 21, 23, 25, 26, 27/52, 31, 32, 33, 34, 35, 41, 43, 45, 47, 59, 65, 67 — жилые дома оптико-механического завода.[6]
- № 23, 24, 30, 51, 53, 55 — жилые дома ГИПО.[7]
- № 31а — детский сад № 298 «Колобок» (бывший ведомственный оптико-механического завода).[8]
- № 33а — детский сад № 298 «Колобок» (филиал, бывший ведомственный детский сад № 284 оптико-механического завода).[8]
- № 37 — жилой дом стройтреста № 2.[9]